# حد كلاسيكي
الحد الكلاسيكي، الحد التقليدي، أو حد التطابق هو قابلية نظرية فيزيائية للاقتراب من أو العودة إلى الميكانيكا التقليدية عند الأخذ بعن الاعتبار قيم خاصة لبارامتراتها. يستخدم الحد التقليدي مع النظريات الفيزيائية المتنبئة بسلوك لاتقليدي. فرض دعي بمبدأ التطابق قدم لنظرية الكم على يد نيلس بور ينص على أن بعض النقاشات المستمرة يجب أن تنطبق على الحد التقليدي للنظم الكمية بما أن قيمة ثابت بلانك تميل للصفر.

في ميكانيكا الكم، وفقاً لمبدأ الريبة لفيرنر هايزنبيرغ، لايمكن للالكترون أن يكون في حالة راحة ( يجب أن يمتلك طاقة حركية بشكل دائم )، هذه النتيجة غير موجودة في الميكانيكا التقليدية. مثال على ذلك، بالأخذ بعين الاعتبار جسم كبير جداً مقارنة بالاكترون ( كرة البيسبول ) فإن مبدأ الريبة يتنبأ بامتلاك الكرة لطاقة حركية، ولكنها صغيرة جداً مما يجعل الكرة تبدو كما لو أنها في وضع الراحة، وبالتالي تبدو أنها تتبع الميكانيكا التقليدية. بصورة عامة، وبالأخذ بعين الاعتبار طاقات وأجسام أكبر ( مقارنة بطاقة وحجم الاكترون ) في ميكانيكا الكم، فإن النتائج ستتبع الميكانيكا التقليدية. من غير الواضح كيفية تطبيق الحد التقليدي على الأنظمة المشوشة، ما يعرف بالشواش الكمي.

في النسبية العامة والخاصة، بالأخذ بعين الاعتبار فضاء مسطح، كتل صغيرة، وسرع صغيرة ( مقارنة بسرعة الضوء )، سنجد أن الأجسام مرة أخرى ستتبع الميكانيكا التقليدية.